# Abadieho příznak II
Abadieho příznak II, pojmenovaný podle francouzského neurologa jménem Joseph Louis Irenea Jean Abadie, je necitlivost Achillovy šlachy na tlak na při tabes dorsalis  (neurosyfilis). Silný tlak na šlachu nevyvolá bolest následkem poškození zadních provazců míchy, které tyto podněty vedou. Analogický projev v oblasti ramene pro stejnou příčinu se nazývá Biernackého příznak.